# 巴羅 (伊利諾伊州)
巴羅（英語：Barrow）是位於美國伊利諾伊州格林縣的一個非建制地區。該地的面積和人口皆未知。

## 地理
巴羅的座標為39°29′41″N 90°24′17″W / 39.49472°N 90.40472°W，而該地的平均海拔高度為199米（即653英尺）。